# Négation de l'antécédent
La négation de l'antécédent est un sophisme ou un paralogisme formel. Il s'exprime :
1. Si P alors Q
2. Il est faux que P
3. Donc il est faux que Q

Voici un exemple interprété :
1. S'il a plu (P) alors le sol est mouillé (Q)
2. Il n'a pas plu (il est faux que P)
3. Donc le sol n'est pas mouillé (il est faux que Q)

Ce raisonnement est bien sûr faux, parce que le sol peut être mouillé car on l'a arrosé sans qu'il pleuve.